# Palythoa guangdongensis
Palythoa guangdongensis is een Zoanthideasoort uit de familie van de Sphenopidae. De wetenschappelijke naam van de soort is voor het eerst geldig gepubliceerd in 1998 door Zunan.